# Йерсбек
Йе́рсбек (нем. Jersbek, н.-нем. Jersbeek) — коммуна в Германии, в земле Шлезвиг-Гольштейн.
Входит в состав района Штормарн. Подчиняется управлению Баргтеэиде-Ланд. Население составляет 1787 человек (на 31 декабря 2010 года). Занимает площадь 17,92 км².